# David Navarro
David Navarro Pedrós (født 25. maj 1980 i Sagunto, Spanien) er en spansk tidligere fodboldspiller, der spillede som midterforsvarer. Han spillede blandt andet en årrække hos Valencia-klubberne Valencia CF og Levante.
Med Valencia vandt Navarro to spanske mesterskaber, samt både UEFA Cuppen og UEFA Super Cuppen i 2004.
Navarro var den 6. marts 2007 hovedperson i et stort slagsmål, der udviklede sig efter en Champions League-kamp mellem Valencia og Inter på Mestalla. Efter at spillere fra de to hold var røget i håndgemæng på banen styrtede Navarro, der havde siddet på bænken hele kampen, ind på græstæppet hvor han med et knytnæveslag brækkede næsen på Inters Nicolás Burdisso. Navarro blev efterfølgende af UEFA tildelt en karantæne fra europæisk fodbold på syv måneder. 

## Titler
La Liga
- 2002 og 2004 med Valencia CF

UEFA Cup
- 2004 med Valencia CF

UEFA Super Cup
- 2004 med Valencia CF